# Provinz Camaná

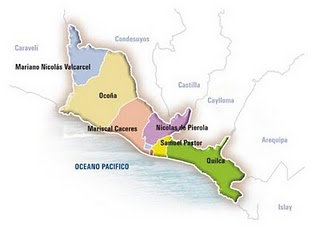
Lage der Distrikte

Die Provinz Camaná ist eine von acht Provinzen der Region Arequipa an der Pazifikküste im Süden von Peru. Die Provinz hat eine Fläche von 3998,28 km². Beim Zensus 2017 lebten 59.370 Menschen in der Provinz. Im Jahr 1993 lag die Einwohnerzahl bei 42.403, im Jahr 2007 bei 53.065. Die Provinzverwaltung befindet sich in der Kleinstadt Camaná.

## Geographische Lage
Die Provinz Camaná liegt etwa 670 km südsüdöstlich der Landeshauptstadt Lima. Sie erstreckt sich über einen etwa 130 km langen Küstenabschnitt in WNW-OSO-Richtung. Die Provinz reicht bis zu knapp 50 km ins Landesinnere. Das Gebiet ist sehr niederschlagsarm und weist eine wüstenhafte Landschaft auf. Mehrere Flüsse, darunter der Río Ocoña, der Río Camaná und der Río Quilca, durchqueren die Provinz von den Bergen zum Meer.
Die Provinz Camaná grenzt im Westen an die Provinz Caravelí, im Norden an die Provinzen Condesuyos, Castilla und Caylloma sowie im Osten an die Provinzen Arequipa und Islay.

## Verwaltungsgliederung
Die Provinz Camaná gliedert sich in acht Distrikte (Distritos). Der Distrikt Camaná ist Sitz der Provinzverwaltung.
| Distrikt                  | Verwaltungssitz |
| ------------------------- | --------------- |
| Camaná                    | Camaná          |
| José María Quimper        | El Cardo        |
| Mariano Nicolás Valcárcel | Urasqui         |
| Mariscal Cáceres          | San José        |
| Nicolás de Piérola        | San Gregorio    |
| Ocoña                     | Ocoña           |
| Quilca                    | Quilca          |
| Samuel Pastor             | La Pampa        |